# Clifford (Indiana)
Pour les articles homonymes, voir Clifford.
Clifford est une municipalité américaine située dans le comté de Bartholomew en Indiana.
Lors du recensement de 2010, sa population est de 233 habitants. La municipalité s'étend alors sur une superficie de 0,11 mille carré (0,28 km2).
Un premier village se forme autour du moulin de Jacob Corman sur la Flatrock River (en). En 1853, lors de l'arrivée du chemin de fer, Clifford est fondée par Isaac P. Watson et Thomas Markland.